# Scopaeus sulcicollis
Scopaeus sulcicollis – gatunek chrząszcza z rodziny kusakowatych i podrodziny żarlinków.
Gatunek ten został opisany w 1833 roku przez Jamesa Francisa Stephensa jako Astenus sulcicollis.
Chrząszcz o smukłym ciele długości od 2,8 do 3,3 mm. Ubarwiony jest brunatno z brunatnożółtymi czułkami, głaszczkami i odnóżami oraz, z wyjątkiem tylnych krawędzi tergitów i ostatniego segmentu, czarnym odwłokiem. Czasem barwa głowy, przedplecza i pokryw jest jasnordzawa. Duża głowa jest w zarysie trapezowata, rozszerzona ku tyłowi, o tylnym brzegu lekko łukowatym, delikatnie, ale wyraźnie punktowana, wyposażona w małe oczy. Co najwyżej niewiele dłuższe od przedplecza pokrywy mają silnie punktowaną i ziarenkowaną powierzchnię. Odnóża środkowej pary odznaczają się silnie zgrubiałymi goleniami.
Owad znany z Hiszpanii, Irlandii, Wielkiej Brytanii, Francji, Belgii, Holandii, Niemiec, Danii, Szwecji, Norwegii, Finlandii, Estonii, Szwajcarii, Liechtensteinu, Austrii, Włoch, Polski, Czech, Słowacji, Węgier, Ukrainy, Słowenii, Chorwacji, Bośni i Hercegowiny, Serbii, Czarnogóry, Rumunii, Bułgarii, Grecji, Rosji, Bliskiego Wschodu i krainy australijskiej. Zasiedla suche jak i wilgotne miejsca o podłożu piaszczystym lub gliniastym i skąpej, niskiej roślinności, zwłaszcza na zboczach i skarpach. Bytuje pod kamieniami, wśród mchów i gnijącej roślinności.